# 椿真由美
椿 真由美（つばき まゆみ、1968年9月14日 - ）は、日本の女優、声優。神奈川県出身。劇団青年座所属。

## 出演作品

### テレビ
- 温泉に行きたい（1992年）
- 白線流し（1996年）
- おばはん刑事!流石姫子（1998年〜2006年）
- Pure Soul〜君が僕を忘れても〜（2001年4月～6月、日本テレビ）
- 旅行作家・茶屋次郎（2001年〜2016年）
- ほんとにあった怖い話（2004年〜）
- 財務捜査官 雨宮瑠璃子（2004年〜2014年）
- 鹿男あをによし（2008年）- 小川の母 役
- 明日もまた生きていこう（2008年5月22日）- 看護師 役
- オルトロスの犬 第2話（2009年7月31日、TBS） - 看護師 役

### 吹き替え
- ER緊急救命室シーズンXV #17（エレーヌ・グリスワルド〈ジェニー・ブロング〉）
- ヴェロシティ・ラン
- THE KILLING/キリング（カーアン・ニーベル）
- グッド・ワイフ
- ナショナル・トレジャー
- ロスト・サン（ナタリー）

### アニメ
- ∀ガンダム（アナン）

### CM
- 小林製薬
- ヘーベルハウス
- マクドナルド

### 舞台
- 青年座公演
  - 『その受話器はロバの耳』本多劇場（新見律子）
  - 『フユヒコ』紀伊國屋ホール（寺田早月）
  - 『妻と社長と九ちゃん』カメリアホール／地方公演（春日美奈子）
- 外部出演
  - 『3 on 3 ～喫茶店で起こる3つの物語』青年座劇場
  - 『甘い丘』シアタートラム
  - 『紫式部ものがたり』日生劇場